# 淡溪水库
淡溪水库是中国浙江省温州市乐清市境内的一座水库，位于白龙溪上，建于1958年。水库正常库容为1950万立方米，集雨面积为46平方千米，海拔为38.6米。